# Song Myeong-seob
Song Myeong-seob (koreanisch 송명섭; * 29. Juni 1984) ist ein ehemaliger südkoreanischer Taekwondoin.

## Karriere
Song Myeong-seob gewann bei den Olympischen Spielen 2004 in Athen in der Klasse bis 68 Kilogramm die Bronzemedaille. Nach einer Halbfinalniederlage gegen Hadi Saei Bonehkohal setzte er sich im Finale der Hoffnungsrunde gegen Diogo da Silva durch. Im Jahr darauf wurde Song in Madrid in der Klasse bis 67 Kilogramm Vizeweltmeister hinter Mark Lopez. 2006 gelang ihm in derselben Gewichtsklasse der Gewinn der Goldmedaille bei den Asienspielen in Doha, 2007 folgte eine Bronzemedaille bei den Weltmeisterschaften in Peking.